# Sant'Ambrogio (Trebaseleghe)
Sant'Ambrogio è una frazione del comune di Trebaseleghe, in provincia di Padova.

## Geografia fisica
Sant'Ambrogio di Grion si colloca a metà strada tra la linea lagunare veneta e la linea delle risorgive, una fascia alluvionale compresa tra i fiumi Brenta e Piave. Politicamente è situato nella zona nordorientale della provincia di Padova e quindi in posizione centrale nelle Venezie, al confine con le provincie di Treviso (Scandolara di Zero Branco) e Venezia (Rio San Martino di Scorzè).

### Idrografia
Zona ricchissima di risorgive l'abitato è attraversato dal rio Storto (denominato rio Sant'Ambrogio in ambito consortile), a sud del centro abitato dal fiume Dese, a nord-ovest dallo scolo Corniana, a sud-ovest dallo scolo Trego e da numerosi altri corsi d'acqua denominati in veneto pioveghe (acque pubbliche), come la piovega dei Tre Comuni, a est.

#### Dese

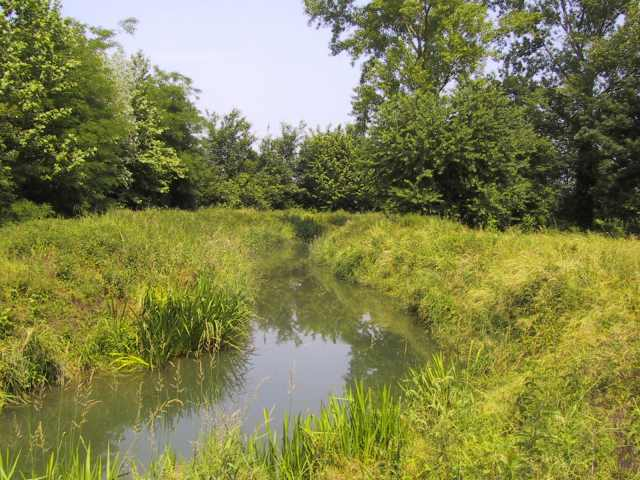
Fiume Dese a monte del Molino Zanini

Originava a sud di Resana in provincia di Treviso ed era di risorgiva, attualmente per mezzo di una deviazione artificiale del suo corso verso nord del centro abitato vi confluiscono le acque provenienti da Castelfranco Veneto. È il corso d'acqua più importante del paese, v'entra ad ovest proveniente da Silvelle e prima ancora da Piombino Dese e dopo avere percorso un tratto a settentrione di via Ramo l'attraversa poco ad ovest dell'abitato per dirigersi in direzione sud-est ad attraversare poi la strada provinciale n. 44 "Strada di Sant'Ambrogio" a sud del centro paese. Lasciata quest'ultima il Fiume attraversa via Ponte Comune e sempre in direzione sud-est lascia poco dopo il territorio di Sant'Ambrogio di Grion per entrare in località Ca' Nove di Scorzè.
Lungo il corso del Fiume Dese, l'"Eridesius Flumen" dei latini, a Sant'Ambrogio di Grion sono sorti durante l'alto Medioevo e soprattutto nel lungo periodo della Serenissima Repubblica Veneta numerosi Mulini azionati da ruote ad acqua. Nel Paese ve ne sono ben quattro, tre per la produzione di farine (Mulino Zanini, Bellato, Gumierato) e uno adibito a segheria (Mulino Barbiero).
Il Fiume Dese nel suo sinuoso corso non manca d'avere creato aree di raro pregio ambientale-naturalistico come quella che ha il suo epicentro nel Mulino Zanini (detto Mulino dei Rossi) al quale si giunge da via Mulino Vecchio, una laterale di via Ramo, una zona di pace e tranquillità adatta alle gite in bicicletta della bella stagione. Più a valle oltrepassata Via Ramo e il Mulino Bellato si arriva ai Prati di Sant'Ambrogio. Dei prati di cinquant'anni fa dove si andava il lunedì dell'Angelo "Pasquetta" con la famiglia e gli amici a distendersi, giocare, "ciacolare" e consumare uova sode pane e salame "de casada" vino buono e i dolci della nonna, non rimane molto oggi a causa delle arature agricole precedute da abbondanti spargimenti di liquame, che se da un lato sono il guadagno dell'agricoltore, dall'altro hanno privato la comunità di uno spazio sociale-ambientale prezioso. Proseguendo ancora, tra il ponte di via Comune e il Mulino Gumierato (l'antico Mulino Duini) nell'area di contorno della "Casa Celeghin" troviamo un altro pregevole scorcio naturale con un ottimo mix formato dall'antico della dimora di via Grion, dal placido scorrere delle acque del Fiume e dall'ombra sulle sue acque formata dalle fronde dei pioppi cresciuti lungo le sue rive.
In passato il Fiume Dese è stato interessato da eventi di piena che tanto danno hanno causato alle colture, ecco spiegato il motivo per cui il centro abitato è sorto in sponda sinistra del corso d'acqua, difatti con la pendenza dei terreni tendente a sud-est è molto più probabile che il Fiume "rompa" in caso di piena l'argine in destra idraulica anziché quello in sinistra idraulica. Interventi pluridecennali fatti di escavazione e ricarico di terreno sugli argini attuati dall'allora Consorzio di Bonifica Dese Sile ora Acque Risorgive che hanno interessato tutta l'asta del Fiume escludendo solamente il tratto più a monte dello stesso di pregio ambientale per non alterarne le peculiarità, hanno finalmente garantito e salvaguardato i terreni e le comunità lungo lo stesso da fenomeni alluvionali causati da eccezionali eventi atmosferici. Anche se va detto che negli ultimi tempi gli eventi atmosferici localizzati in aree ristrette si sono fatti frequenti e potrebbero mettere a dura prova la tenuta degli argini del Dese.
Dopo avere lasciato Sant'Ambrogio di Grion il Fiume Dese attraversa i Comuni di Scorzè, Martellago, Mogliano Veneto/Venezia (Trevignano, Zelarino, Marocco), Marcon/Venezia (Zuccarello, Ca' Noghera, Tessera) per sfociare nella Laguna di Venezia poco a nord dell'Aeroporto "Marco Polo" di Tessera.

#### Rio Storto (Rio Sant'Ambrogio)

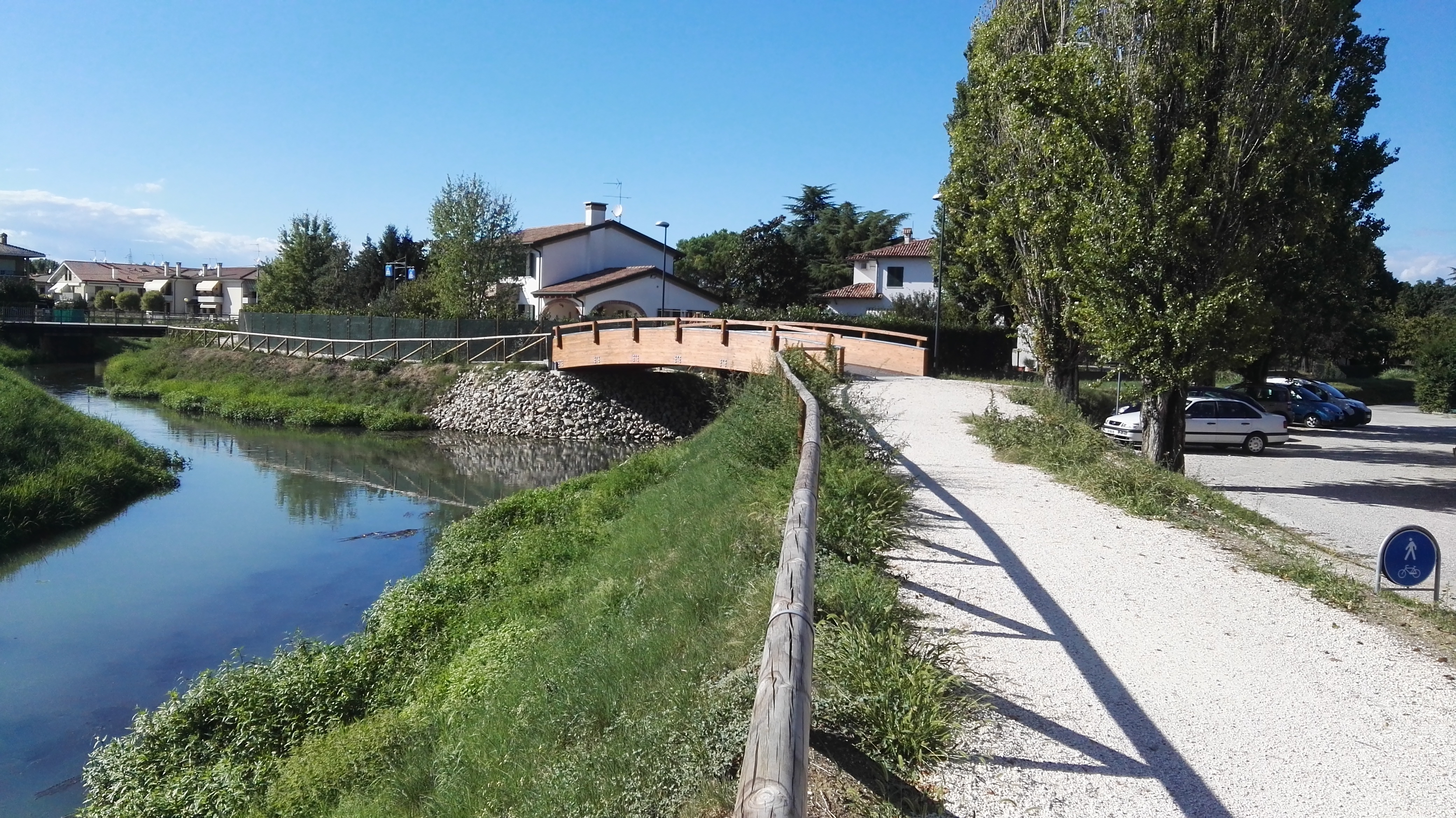
Confluenza del Rio S. Ambrogio nel fiume Dese a Scorzè (VE)

In ambito consortile (Consorzio di bonifica Acque Risorgive) "nasce" dal ponte di via Bovi a poche decine di metri dall'immissione della stessa nella SP 44 di Sant'Ambrogio. In realtà il corso d'acqua continua a monte di via Bovi con il nome di Piovega di Levada transitando a nord di via dei Marcello e oltrepassato il centro abitato di Levada costeggiando via Munaron prendendo acqua dal Fiume Zero a monte del ponte in destra idraulica per mezzo di una chiavica. Sempre sull'attraversamento stradale di via Bovi confluisce lo Scolo Corniana proveniente da Silvelle e prima ancora Torreselle. Il Rio Sant'Ambrogio lasciata via Bovi attraversa la SP 44 e la costeggia per un tratto per deviare ad est dietro alla Chiesa Parrocchiale, dopodiché attraversata poi via Berti si dirige verso sud. Il tratto tra via Berti e Via Rio San Martino più a sud giustifica l'antico nome Rio Storto con un'infinità di anse appena ridotte di numero (fortunatamente) nei passati decenni da una mentalità prettamente contadina che privilegiava linee rette degli appezzamenti di terreno più facilmente lavorabili a scapito di curve da dovere lasciare incolte. Col tempo ci si è accorti che la rettifica delle curve dei corsi d'acqua aumentava di conseguenza la pendenza dei fondali e quindi la velocità dell'acqua e soprattutto in zone come quella di Sant'Ambrogio di Grion, con strati sabbiosi presenti a poche decine di centimetri dal piano di campagna facilmente erodibili dall'azione della corrente, ciò provocava e provoca tuttora numerosi fenomeni di erosione delle sponde. Recenti interventi di ingegneria idraulica operati dal Consorzio di Bonifica Dese Sile ora Acque Risorgive hanno in parte rimediato ai danni del passato arrecati al corso d'acqua con la formazione nel tratto di canale a valle dell'abitato di aree golenali che nel caso di eventi di piena fungono da casse di espansione oltre ad avere funzione fitodepurante tramite la vegetazione ivi messa a dimora (fragmites soprattutto). Lasciato il ponte di via Rio San Martino il Rio si dirige verso sud-est per attraversare dapprima via San Benedetto e subito dopo via J.F. Kennedy a nord di Scorzè e dopo avere transitato verso sud parallelamente a quest'ultima strada sfocia nel Fiume Dese.

#### Scolo Corniana
Nasce in prossimità del Cimitero di Torreselle in Comune di Piombino Dese proprio dove vi era il tracciato di una delle quattro direttrici della via Cornelia Augusta (quello dei due nord-sud più ad ovest), strada romana all'interno della centuriazione dell'agro altinate occidentale. Il corso d'acqua origina il suo nome da quello dell'antica strada, Cornelia Cornara Corniana. Durante il suo corso verso est arriva, attraversa e affianca per un tratto prima di lasciare sempre in direzione di levante via Gattoeo a Silvelle. Toccato poi Borgo Furo attraversa l'ex ferrovia Ostiglia e dopo avere percorso un tratto parallelamente e ad una certa distanza da via Bovi di Sant'Ambrogio confluisce nel Rio Sant'Ambrogio nel punto dove vi getta le proprie acque anche la Piovega di Levada a monte del ponte sulla via stessa.
Il Corniana attualmente si presenta in uno stato pietoso quasi totalmente privo di una minima manutenzione che ne garantisca il normale deflusso dell'acqua con caratteristiche del tutto simili a quelle di molti ormai troppi fossati privati buoni solo ad essere tombati (interrati) per produrre qualche quintale di mais in più, meglio se privi di alberature che con la loro ombra ne riducono la produttività, con l'inevitabile conseguenza di fenomeni di allagamento in concomitanza ad eventi atmosferici anche di modesta entità.

#### Trego
Lo scolo Trego vede l'inizio del suo corso nei pressi di via Dotti, che prende nome dall'omonimo mulino sul Fiume Dese più a nord, sul confine tra i comuni di Piombino Dese e Trebaseleghe (Silvelle). Nel territorio di Silvelle prosegue col suo corso attraversando via Albare seguitando in direzione sud est parallelamente alla Strada Regionale "Castellana" (quella Mestre-Castelfranco Veneto). Dall'attraversamento di via Ottiva poi il corso d'acqua in località "Crosariole" si dirige perfettamente rettilineo e parallelo ai decumani dell'Agro Altinate Ovest verso est per deviare bruscamente a sud prima e poco dopo ad est nuovamente per poi attraversare via Montello II Tronco entrando nel territorio di Trebaseleghe. Proseguendo verso est parallelamente a nord di via Lazzaretto il Trego si dirige verso la sponda destra del Fiume Dese nella località che oggi è denominata "Obbia Alta" ma che nel Medioevo era la Regola di Zuccareda. Entrato quindi nel territorio di Sant'Ambrogio di Grion, pochi metri prima di scontrarsi col Dese nei pressi del Mulino Barbiero (antica proprietà degli Zuccareda) il canale devia di colpo verso sud per poi dirigersi nuovamente ad est costeggiando a nord prima via Obbia Alta II Tronco e dopo avere attraversato la S.P. n. 44 "Strada di Sant'Ambrogio" via Ponte Comune e sfociando finalmente nel Fiume Dese a monte del ponte della via stessa che l'attraversa.
In passato il Trego era frequente che esondasse anche con fenomeni atmosferici di non elevata intensità ma da quanto il fiume Dese dove sfocia è stato escavato dal Consorzio di Bonifica Dese Sile ora Acque Risorgive e con la manutenzione operata annualmente dallo stesso, gli allagamenti sono scomparsi.

### I colmelli di Sant'Ambrogio
Il territorio paesano si suddivide in colmelli con denominazione antica e altri formatisi in epoca recente.
Il termine colmello, di origine medioevale, si attesta nella città di Treviso col significato di contrada cittadina, nelle campagne denominava e tuttora indica una piccola porzione del Paese così come ci riferisce "Giacomo Dal Maistro" nella sua opera postuma "Noale tra storia e memoria".
Una prima macro-divisione rilevabile dalle mappe catastali della fine del XIII secolo vede il "Commun di Grion" posto a sud e il "Commun di Sant'Ambrogio" posto a nord. Occorre precisare che il territorio di Grion è molto più vasto di quanto attualmente si pensi, oggi viene localizzato a sud est del centro abitato lungo via Rio San Martino, ma Grion è anche tutta l'area a sud ovest compresa tra la strada provinciale n. 44 fino al confine con Trebaseleghe (ovest) e Scorzè (sud). Il Castello di Grion (Cigotto) era situato appunto appena al confine con l'abitato di Sant'Ambrogio subito ad occidente della provinciale che è di recente costruzione e amministrativamente gli appartenevano le proprietà e i fondi posti a sud fino al confine con Scorzè, ad est con Rio San Martino e ad Ovest con Trebaseleghe.
Vi sono poi all'interno dei due "Communi" sotto-denominazioni (colmelli) derivanti da toponomastica risalente a nomi di regole, contrade, casati, morfologia del territorio e di origine religiosa.

#### Zuccareda
Un antico colmello è quello di Zuccareda, posto a sud dell'abitato nel quadrante nord-ovest dell'attuale incrocio stradale denominato "Crosara Cagnin", dal nome della nobile famiglia di notai che aveva la propria dimora dove oggi risiede la fam. Pastrello. Il termine "Zochareda" poteva indicare un luogo dove si andava a "zocche" e quindi a fare legname, a sterpaglia, forse in un bosco pubblico, una "vizza", dove potevano avere accesso i contadini per "bruscare". Dell'Abitazione non vi è traccia da secoli a parte alcuni elementi edilizi che affiorano durante le arature dei campi limitrofi. Il Catastico dell'Agro di Treviso descrive questo "quartiere" con il nome di "Regula de Zuchareda" appartenente alla "Pleve de tre Basseleghe" così come le altre regole limitrofe compresa quella di Sant'Ambrogio di Grion. Incluso nel territorio di Zuccareda e quindi di proprietà del casato vi era anche a nord un mulino sul Fiume Dese (Mulino Barbiero nell'attuale denominazione consortile).

#### Mazente (contrada)
Confinante ad est con Zuccareda vi era la contrada denominata al "Mazente" racchiusa a nord e ad est dall'attuale via Rio San Martino. Essa è identificabile con la proprietà del patrizio veneziano Benedetto Capello la cui casa dominicale, seppure con pesanti rifacimenti di epoca moderna, persiste tutt'oggi. Di elevato pregio una parete interna affrescata databile alla fine del XV secolo di circa tre metri di lunghezza per l'intera altezza del piano (originariamente l'affresco si estendeva per sei metri), con dipinte scene fantastiche di caccia.

#### Fontane
La regola di Fontane, oggi compresa nel territorio di Rio San Martino, confina ad ovest con il Grion, a sud con le Ca' Nove, a nord con Scandolara. Gran parte di Fontane e dei suoi abitanti (via Favorita) sono da sempre stati parte integrante della comunità di Sant'Ambrogio e solamente in tempi recenti queste terre sono state attribuite al Comune di Scorzè. Soprattutto in ambito ecclesiastico in passato ciò è stato causa di proteste da parte della Parrocchia di Rio San Martino che vedeva gli abitanti di Fontane versare la "decima" a quella di Sant'Ambrogio di Grion. Fontane è attualmente solcato da via Favorita, via dall'Acqua, via Leonardo da Vinci, via Michelangelo Buonarroti e naturalmente via Fontane. Dai toponimi Fontane e dall'Acqua si deduce che la zona è ricchissima di acqua di falda che sgorga naturalmente in superficie (fontanassi).

#### Malcana
Il toponimo sopravvive nel nome della via che dall'attuale strada provinciale si dirige verso est fino al confine con Scandolara. Nelle mappe del Catasto Austriaco del 1845 liberamente consultabili on line nell'Archivio Storico del Catasto di Padova  a lato dell'abitazione, tuttora esistente, posta a nord della strada in posizione mediana tra l'attuale strada provinciale n. 44 e il Capitello della Malcana, troviamo la scritta "Masotto" che con ogni probabilità era ad indicare l'allora casato proprietario dell'immobile. L'area interessata è situata a nord-est della chiesa parrocchiale e per un buon tratto il suo sedime ricalca e coincide con il Decumano V Nord della centuriazione ovest di Altino. Nei secoli di abbandono seguiti alla caduta dell'Impero Romano d'Occidente la zona, che si presentava depressa e soggetta a fenomeni di allagamento in seguito ad eventi meteorologici di una certa intensità, si impaludò divenendo insalubre per la popolazione ivi residente. Le denominazioni malcanton, malcana quindi malsana stavano ad indicare aree depresse paludose non adatte alle attività agricole infestate da zanzare portatrici della malaria. Non a caso la località di Scandolara detta anche delle "Tre Province" dove prosegue il tracciato della strada che mantiene il nome Malcana, da sempre viene indicata dalla popolazione locale con il nome di "Scandolara Bassa", toponimo indicante terreni sotto quota e soggetti perciò a ristagno d'acqua. In tempi recenti la via Malcana con il territorio circostante ha visto risolti i problemi di ristagno idrico con opere di espurgo dei fossati stradali eseguite dall'Amministrazione Comunale di Trebaseleghe.

#### Boscalti
Il toponimo ora scomparso denominava il territorio a nord ovest di Sant'ambrogio di Grion ai confini con Levada Ca' Marcello a nord dell'attuale Via che dall'incrocio denominato "Crosara" conduce appunto a Levada in Comune di Piombino Dese.
Il nome indica chiaramente lo stato boschivo e quindi incolto della zona e tale denominazione la si trovava ancora indicata nelle mappe del Catasto Austriaco del 1845 liberamente consultabili on line nell'Archivio Storico del Catasto di Padova .

#### Le Fioron
Il toponimo ora scomparso compare nelle mappe del Catasto Austriaco del 1845 liberamente consultabili on line nell'Archivio Storico del Catasto di Padova . La scritta è posta a lato di un'abitazione, tuttora esistente, localizzata in fregio all'attuale via Sant'Ambrogio di poco a nord della Canonica ma sul lato opposto della strada ad ovest di questa quindi.
"Le Fioron" potrebbe avere una radice floreale oppure più semplicemente essere il nome del casato sul quale insisteva.

#### Risara
Il toponimo, amministrativamente scomparso, lo troviamo ancora riportato nelle mappe del Catasto Austriaco del 1845 liberamente consultabili on line nell'Archivio Storico del Catasto di Padova . La zona interessata è quella posta a sud di via Ramo verso il confine con Silvelle (est) e Trebaseleghe (sud).
L'area depressa e attraversata da cospicui corsi d'acqua in passato era soggetta a ristagno d'acqua ed è facile ipotizzare che per queste peculiarità vi si effettuasse la coltura del riso "Risare" appunto.

#### Le Motte
Il toponimo, recentemente ripreso (2013-2014) nel nome di una piovega, "Fosso delle Motte" appunto, espurgata recuperandone la funzionalità idraulica dal Consorzio di Bonifica Acque Risorgive, lo troviamo riportato nelle mappe del Catasto Austriaco del 1845 liberamente consultabili on line nell'Archivio Storico del Catasto di Padova . Sebbene in epoca moderna amministrativamente sia stato abbandonato, il toponimo è sopravvissuto ad opera degli anziani abitanti della zona che hanno continuato a chiamarla con in nome "Le Motte"; inoltre lo stesso toponimo è sopravvissuto nel soprannome di una famiglia originaria della zona "Motta" appunto. La zona interessata è quella posta a nord e a sud dell'attuale via Prati racchiusa da est ad ovest dall'attuale via S. Ambrogio e dal corso del fiume Dese. "Le Motte" sta ad indicare un luogo importanza storico militare (sede del Castello di Cigotto) di epoca antica andato in disuso (distruzione ad opera delle truppe di Ezzelino da Romano) e successivamente abbandonato.

### I prati degli acquiferi

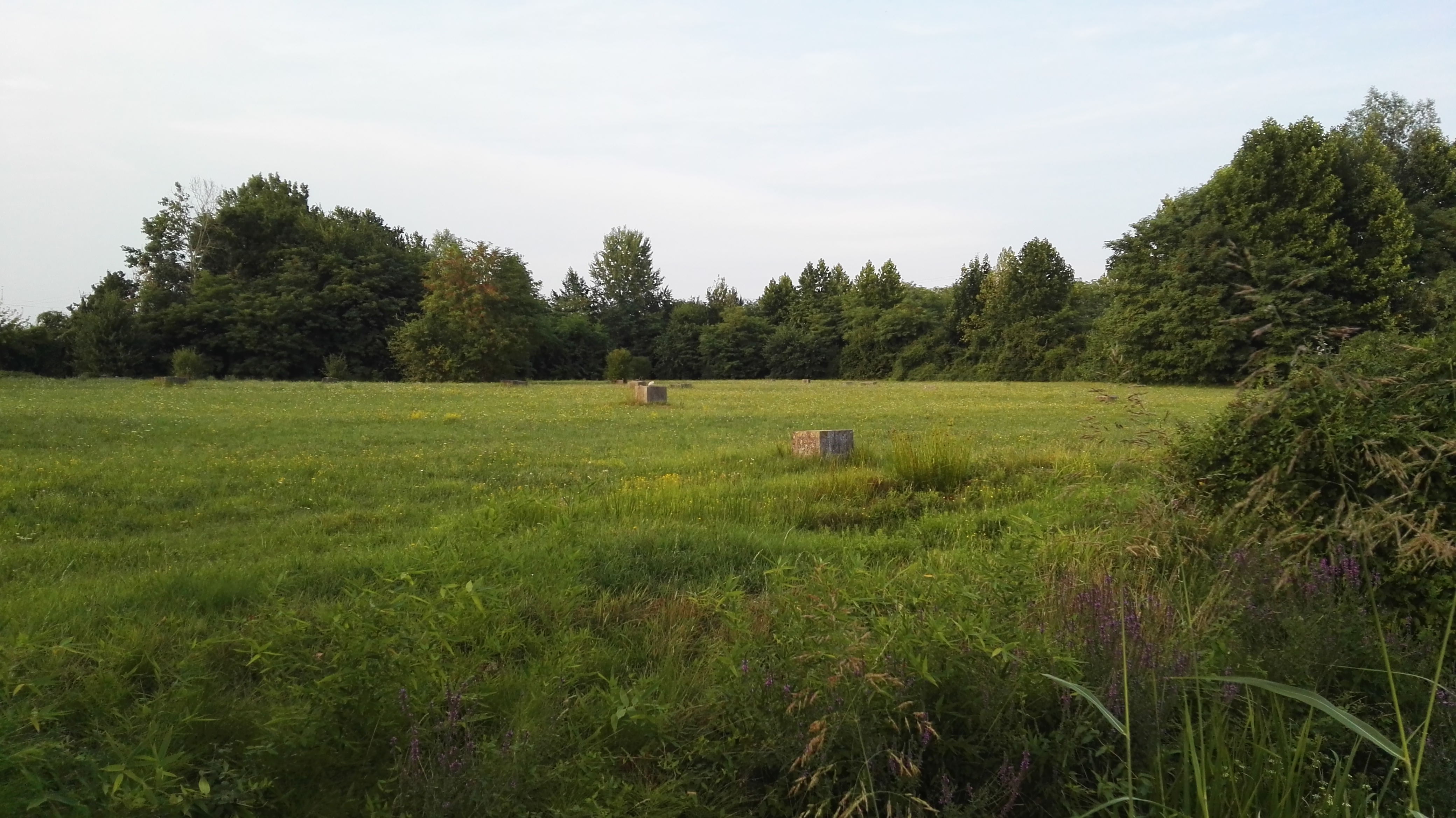
"Sorgenti Nuove" porzione ad est della Chiesa parrocchiale in fregio alla via Berti

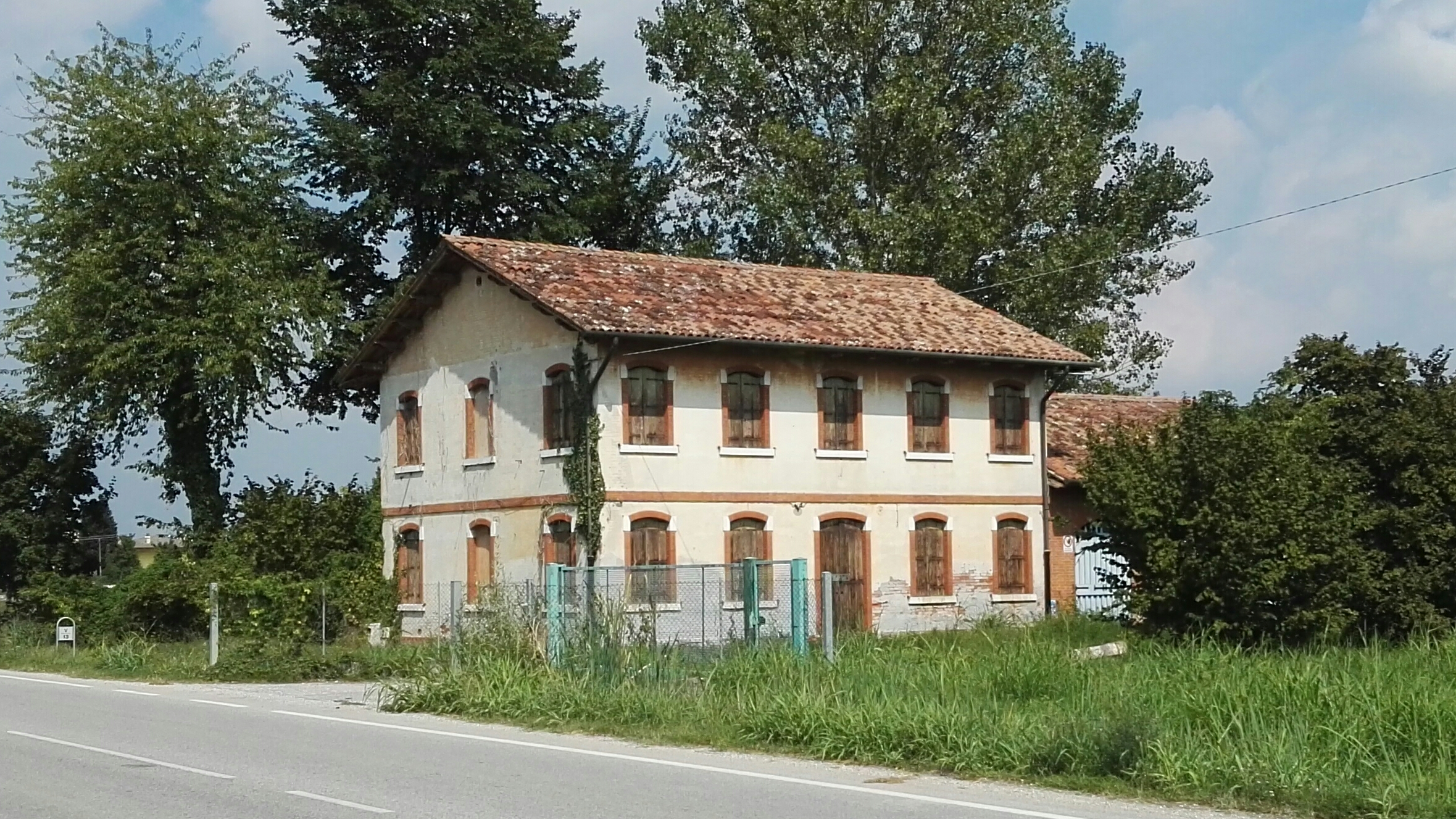
"Sorgenti Vecchie" area a sud ex abitazione del custode

Per oltre un secolo Sant'Ambrogio ha rappresentato una località fondamentale per l'approvvigionamento idrico destinato all'acquedotto di Venezia grazie alla presenza dei cosiddetti prati degli acquiferi (nelle mappe IGM sono indicati come "sorgenti Nuove" quelle attorno alla chiesa e "sorgenti Vecchie" quelle più a sud). Nei decenni scorsi queste aree sono state soggette lo scavo di pozzi artesiani, ma attualmente risultano abbandonate o destinate all'attività agricola.
Sono cinque (per un totale di meno di 10 ettari) le aree che conservano interessanti aspetti floro-faunistici in virtù delle loro peculiarità. La cosiddetta "area ovest", di fronte alla chiesa, risulta essere quella più antropizzata perché soggetta ad attività ricreative e sociali legate alla parrocchia.
Nel 2004 in occasione della firma di un accordo di programma tra il Comune di Venezia, il Comune di Trebaseleghe, VESTA per il risanamento dell'area dei pozzi di Sant'Ambrogio e la creazione del Museo dell'Acqua, il 15 marzo, alle ore 12.30, a Ca' Farsetti Venezia, si è svolta una conferenza stampa di presentazione. Il progetto esposto aveva l'obiettivo di aumentare il grado di sicurezza degli impianti, riqualificando i manufatti di archeologia industriale che sono un'importante testimonianza storica dell'uso delle risorse idriche della città di Venezia. Vesta aveva già predisposto, con l'architetto Pietro Mainardis, un progetto preliminare per la sistemazione delle aree e la realizzazione di un parco tematico.
La situazione al 2012 è la seguente:
L'area delle "fontane" ad ovest della Chiesa è stata acquisita dal Comune di Trebaseleghe che ad ogni Amministrazione che si sussegue ne vede cambiare la destinazione d'uso. Attualmente è utilizzata a parcheggio auto e per la sagra paesana nonché per manifestazioni come il "pan e vin";
Le aree a nord e ad est della Chiesa sono rimaste di proprietà VESTA-VERITAS ad eccezione dell'ex abitazione del custode venduta all'asta a privati. In queste due zone sono stati trivellati due enormi pozzi, anzi tre uno è stato eseguito fuori asse e quindi abbandonato e semi-tappato e come si poteva chiaramente osservare dalla strada ha scaricato per mesi acqua purissima direttamente sul Rio di Sant'Ambrogio in via Berti, i nuovi pozzi vanno a sostituire i vecchi ormai asciutti;
La piccola area a sud-ovest del centro abitato anch'essa non ha mutato di proprietà, VESTA-VERITAS ha effettuato anche qui la trivellazione di un pozzo;
Infine l'area a sud-est del centro abitato che comprende una seconda ex abitazione del custode è stata quella interessata dai lavori per il museo dell'acqua compresi incontri con i cittadini per illustrare i contenuti progettuali e finalità di salvaguardia di specie rare come le orchidee. Le opere tutt'oggi completate sono state la formazione di una "tabula rasa" al posto della centenaria siepe di multispecie arboree autoctone posta lungo il fossato di contorno con successiva messa a dimora di alberature del tipo "aiuola cittadina" a distanza di quattro cinque metri da albero ad albero. Sporadiche iniziative da parte di appassinati privati consentono di aprire al pubblico per qualche visita guidata con approfondimenti storici.

## Storia

### Epoca Classica
L'area dove situa Sant'Ambrogio ha avuto da millenni vocazione agricola, distante da venti a più di trenta chilometri dai più vicini Municipia quali Altinum, Tarvisium e Patavium, molto più lontano era poi Acelum.
Le tracce e i resti di epoca classica sono emersi sporadicamente e in quantità modesta soprattutto nei dintorni; ma il più grandioso e duraturo monumento romano presente da duemila anni nel territorio è senza dubbio la centuriazione, la divisione della terra in rettangoli (scamna) per l'assegnazione dei poderi ai veterani delle legioni imperiali

#### Sant'Ambrogio di Grion nell'agro ovest di Altino

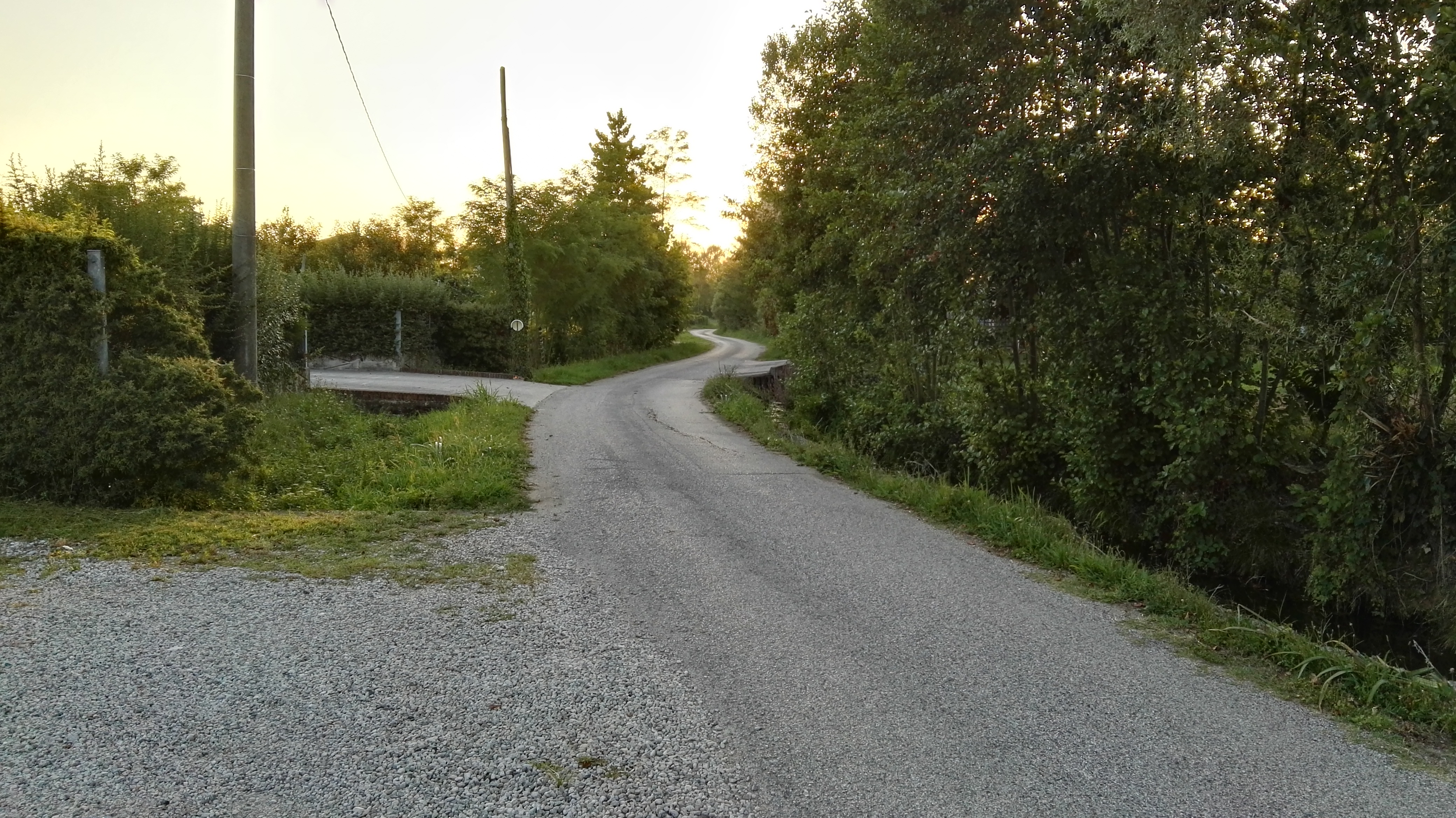
Via Grion (Decumanus Dexteratus III)

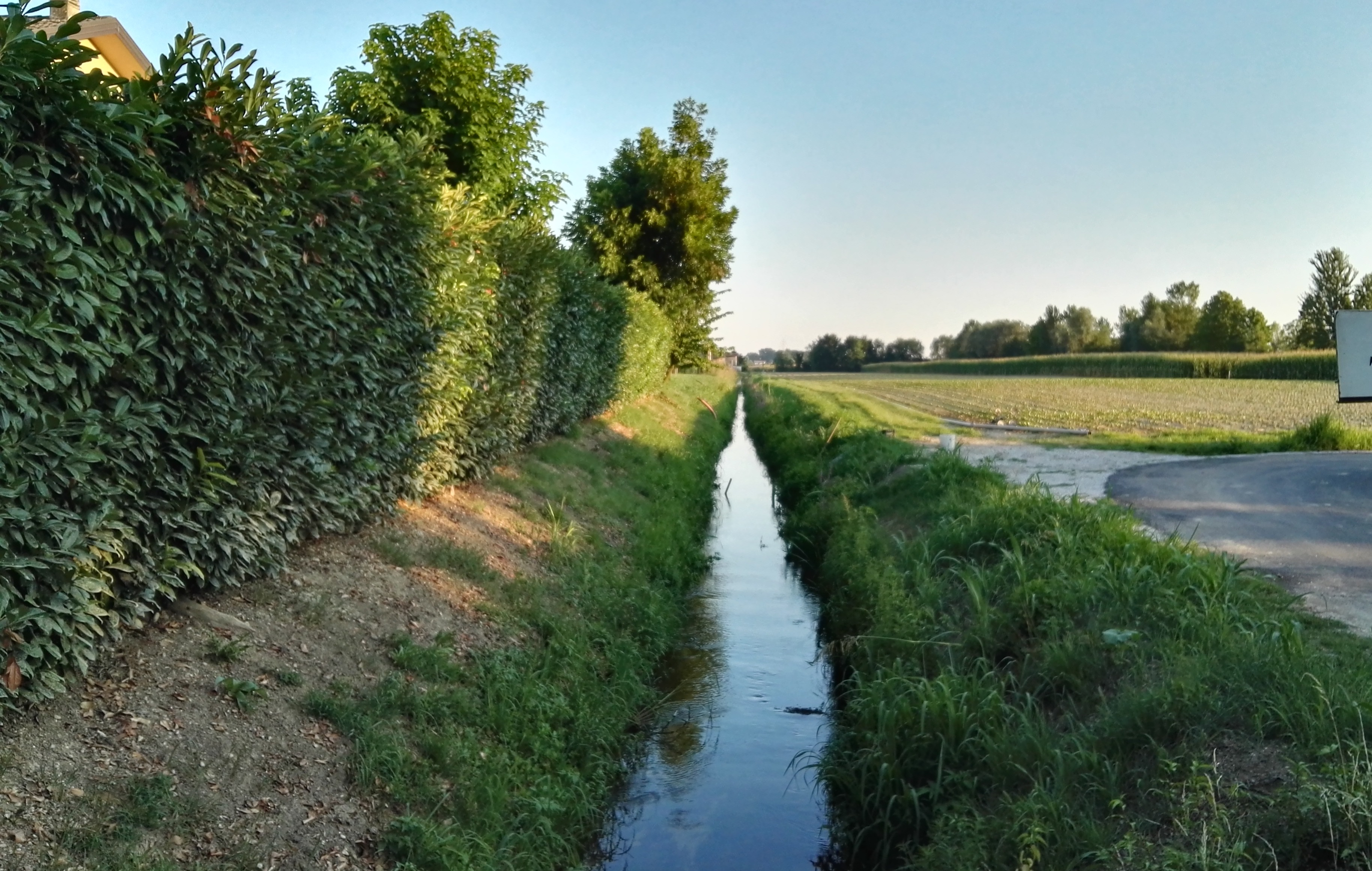
Piovega dei tre Comuni (Kardo Maximus)

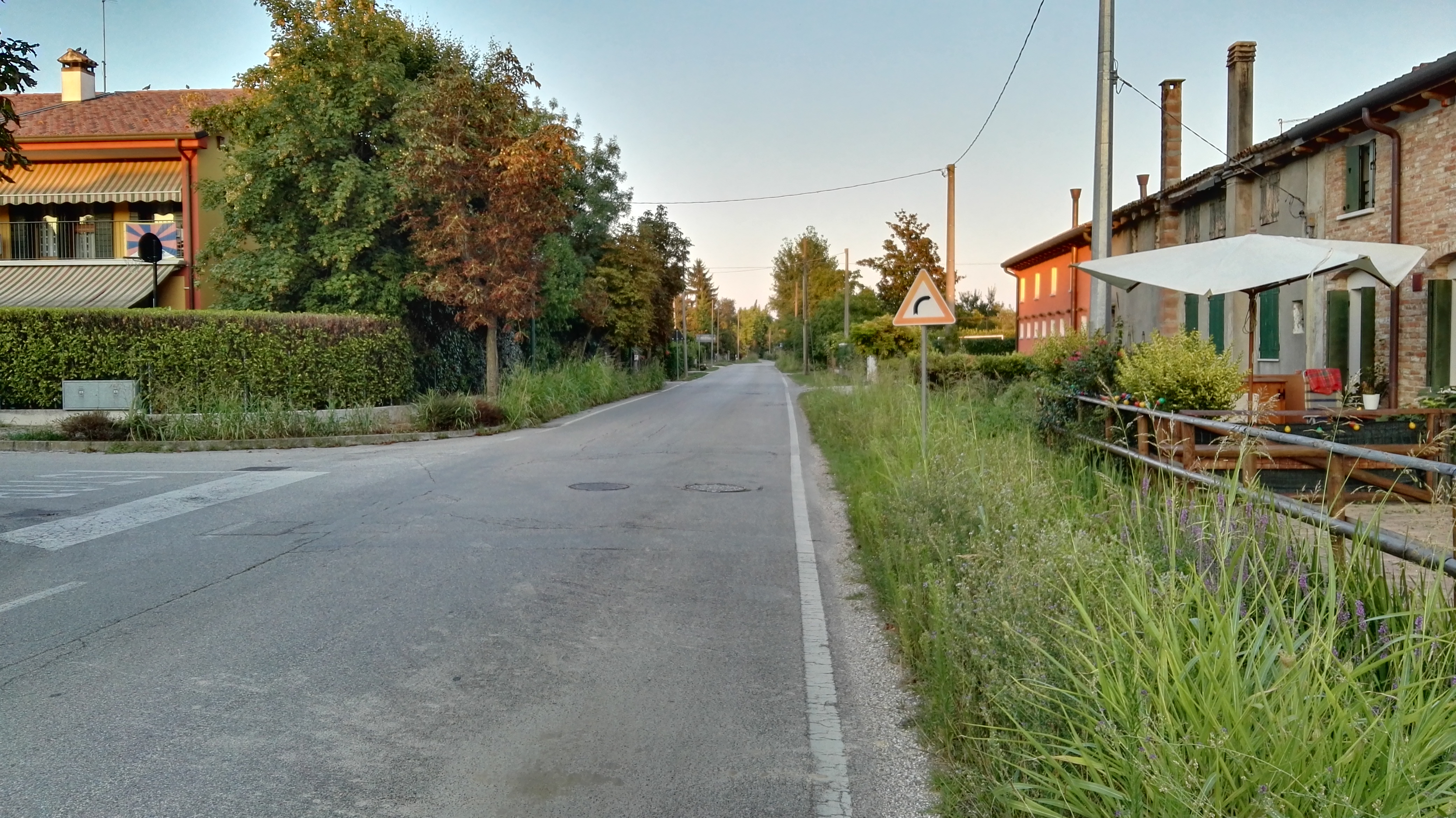
Via Rio San Martino (Decumanus Dexteratus IV)

Il territorio di Sant'Ambrogio di Grion era compreso nella centuriazione romana dell'Agro di Altino (Altinum), quella posta ad ovest del fiume Sile (Silis flumen) realizzata probabilmente nel 49 a.C. I principali tipi di divisione agraria erano fondamentalmente due, a centuriae, divisione in quadrati come nel caso dell'Ager Cis Musonem di Padova e a scamna, divisione in rettangoli ed è il caso dell'Agro Altinate Ovest. Gli scamna, secondo quanto scrive Plinio Fraccaro, misuravano 30×40 actus, i decumani erano grossomodo orientati in direzione est-ovest mentre i cardini ortogonali ai decumani erano orientati in direzione nord-sud. Una volta individuato il centro della centuriazione (Umbilicus Soli) mediante un rito religioso officiato da un augure, venivano tracciati i due assi principali ortogonali tra loro. L'Agro Altinate ovest, sempre secondo Plinio Fraccaro, aveva il Decumanus Maximus, partendo da ovest dallo scolo Rustega, antico corso del Fiume Muson (Musonius flumen) al confine con l'Ager Cis Musonem di Padova (Patavium), rintracciabile, oltre che con fossati e confini di proprietà catastali, con le attuali Via Pitoche e Via Fossalta (Camposampiero, fraz. Rustega), Via Rustega e Via Cornariola (Trebaseleghe, fraz. Fossalta), il tratto di confine tra i Comuni di Noale e Trebaseleghe subito a nord della Chiesa di Cappelletta di Noale, Via Santa Margherita (Noale, fraz. Cappelletta), Via Ronchi, Via Venezia e Via Moglianese (Scorzè) fino a poco dopo la frazione di Cappella, tratto di Via Venier (Scorzè, fraz. Peseggia), tratto del confine tra i Comuni di Scorzè e Mogliano Veneto, tratto di Via Vanzo (Mogliano Veneto), Via Sozzi (Mogliano Veneto, loc. Olme) e Via Cortellazzo (Mogliano Veneto, loc. Lazzaretto), Via Monte Grappa e Via San Valentino (Marcon). Il Kardo Maximus, partendo da sud sul ponte di Via Palazzone sul Fiume Muson a Salzano, è rintracciabile, oltre che con fossati e confini di proprietà catastali, con le attuali Via Ferrara e Via Spagnolo (Noale e fraz. di Moniego), tratto di Via Contea (Scorzè), tratto del confine tra i Comuni di Trebaseleghe (fraz. di Sant'Ambrogio di Grion) e Scorzè (fraz, di Rio San Martino) coincidente con la Piovega dei Tre Comuni (dal latino publicus confermando l'origine di strada pubblica del tracciato), Via Peroni, Via Bramante e Via San Zuane (Zero Branco, fraz. Scandolara), Via Molin Cappello (Morgano), per perdersi e arrestarsi in prossimità del Fiume Sile al confine con l'Agro centuriato di Treviso (Tarvisium). Dall'incrocio di cardine e decumano massimi così tracciati si rileva la posizione dell'Umbilicus Soli lungo Via Ronchi di Scorzè ad occidente del paese.
I terreni da centuriare o erano frutto di bottini di guerra (Coloniae Militum) oppure venivano acquistati dai possessori (Coloniae Agrariae), così avvenne nelle terre dei Veneti alleati di Roma soprattutto all'epoca dell'imperatore Augusto, tra il I secolo a.C. e il I secolo d.C. Gli appezzamenti di terreno venivano normalmente assegnati da Roma ai veterani dell'esercito a fine carriera ed è molto probabile che agli stessi Veneti soldati di Roma fossero intestate le terre ridotte a coltura della X Regio - Venetia et Histria. Una prova di ciò sono vari attuali toponimi di località venete, pagi vici e conciliabula, che deriverebbero dai nomi dei possessori dei terreni coltivati, nomi di chiara origine veneta.

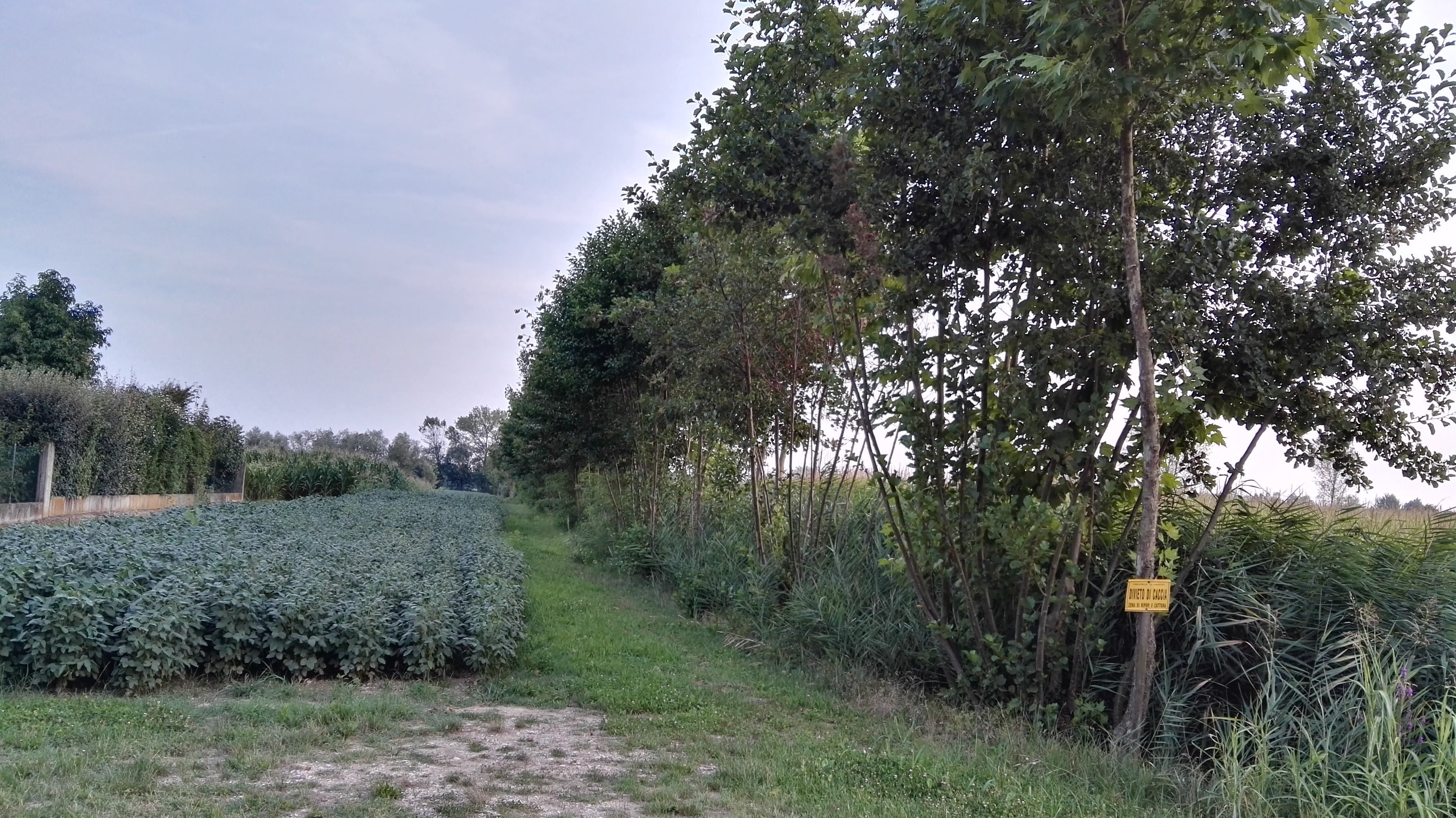
Via Ramo Fosso di confine Sant'Ambrogio-Silvelle (Ultra Kardinem III)

#### Decumani e cardini a Sant'Ambrogio di Grion

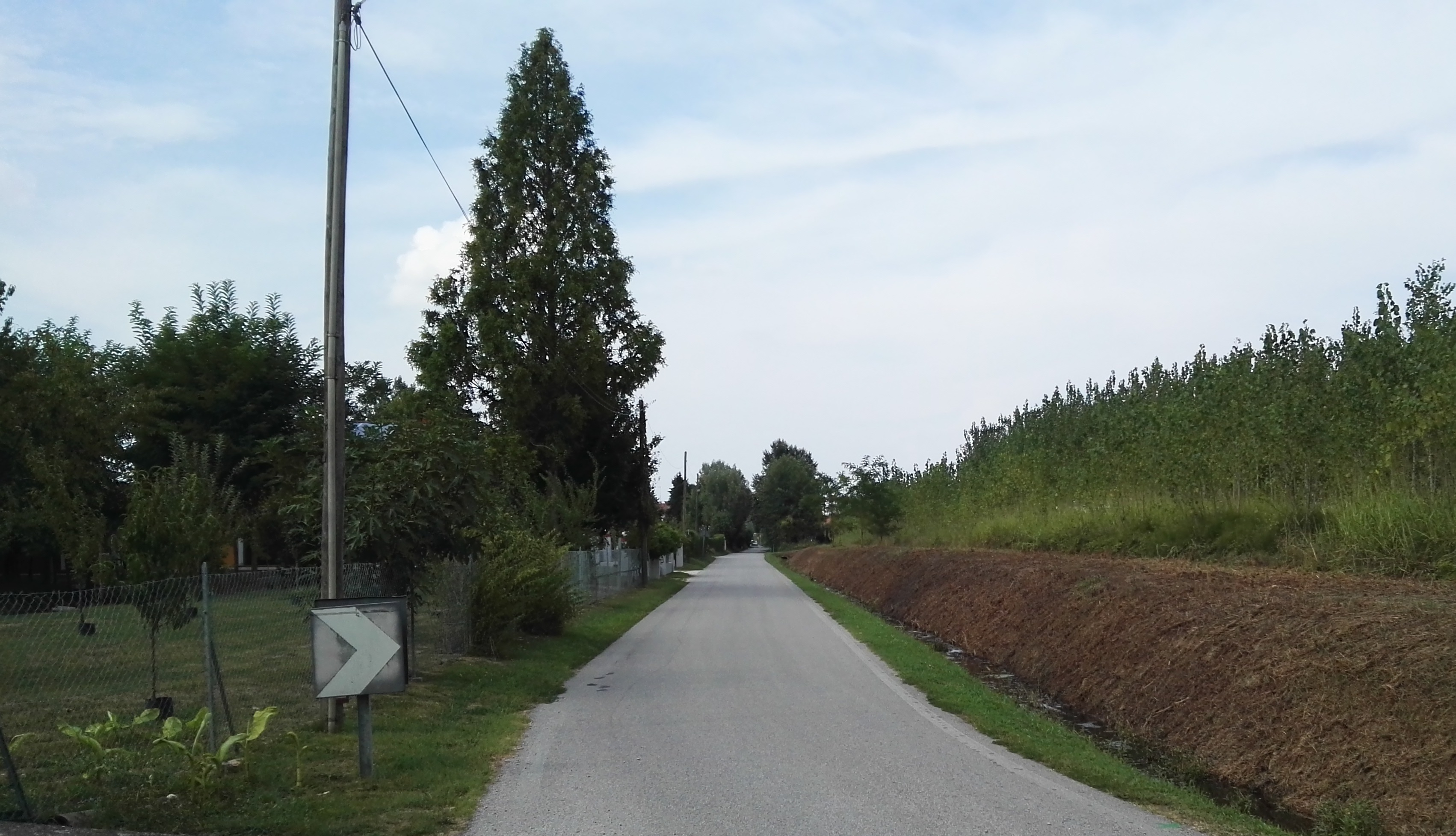
Via Peroni Scandolara di Zero Branco (Kardo Maximus)

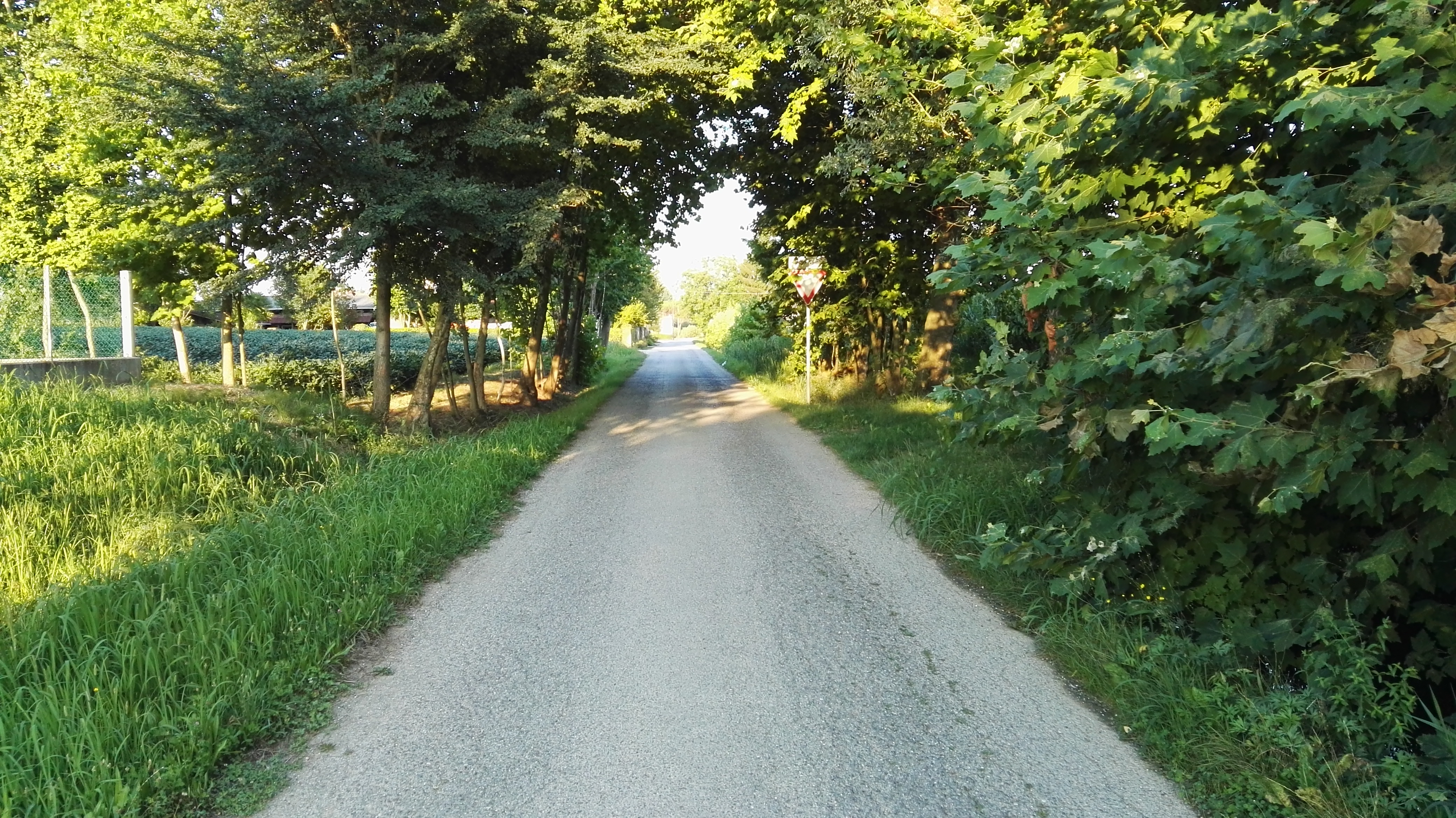
Via Malcana (Decumanus Dexteratus V)

Le tracce della centuriazione a Sant'Ambrogio di Grion sono tutt'oggi ancora visibili, facilmente rilevabili osservando una corografia con la disposizione dei campi coltivati che ancora ricalca quella di oltre duemila anni fa sempre secondo gli studi del sopra menzionato Plinio Fraccaro. Alcuni tratti di strade comunali, inoltre, corrispondono fedelmente al tracciato della centuriazione.
Iniziando da sud si rilevano tracce del Decumano II Nord in loc. Malcanton nel tratto lineare intersecante la strada provinciale 44 "Strada di Sant'Ambrogio" poco a nord dell'incrocio della "Crosarona" coincidente con una piovega proveniente dalla parte occidentale di Sant'Ambrogio di Grion. La vetustà di questa linea è confermata dalla presenza della Piovega (publicus), i decumani e cardini erano in antichità per legge suolo pubblico e pubblici erano i fossati e corsi d'acqua che li costeggiavano,
alle strade sono sopravvissuti i corsi d'acqua che hanno mantenuto nei secoli il carattere giuridico di acqua pubblica. In altri casi l'antichità si evince dal toponimo o dal fatto che vi cade il confine tra fogli di mappa catastale o comunale/provinciale. In questo caso il decumano funge da confine meridionale di Sant'Ambrogio di Grion con Scorzè. Proseguendo verso Nord il Decumano III Nord è evidenziabile in un tratto di Via Grion tra la sponda sinistra del Fiume Dese (Eridesius Flumen) e Via Ca' Nove. Il successivo Decumano IV Nord coincide col tracciato di una piovega sfociante nel Fiume Dese, più ad oriente lo ritroviamo in una corta laterale di Via Sant'Ambrogio e attraversata la SP 44 nel rettilifilo di Via Rio San Martino. A settentrione della Chiesa parrocchiale vi è il tracciato del Decumano V Nord identificabile con la Via Malcana. L'ultimo decumano presente a Sant'Ambrogio di Grion lo si individua in corrispondenza di una piovega che scorre a nord-est del paese che segna anche il confine settentrionale con Badoere.
I cardini che attraversavano Sant'Ambrogio di Grion erano tre, il primo e più importante che si ritrova ad est è il Cardine Massimo (Kardo Maximus) che per un tratto segna il confine tra Sant'Ambrogio di Grion e Rio San Martino e che coincide con il corso della Piovega denominata dei "Tre Comuni" sfociante sul Rio Storto (denominato dal Consorzio di Bonifica Dese Sile Rio Sant'Ambrogio per distinguerlo da altri corsi d'acqua consortili aventi lo stesso nome) poco a monte del ponte sullo stesso lungo Via Rio San Martino. Proseguendo verso ovest si trovano tracce del Cardine II Sinistra in un tratto di una piovega che scorre ad occidente del paese (la stessa che attraversata la SP 44 evidenzia il Decumano II Nord), più a nord in un altro tratto di piovega sfociante sul Fiume Dese in sponda sinistra a valle del "Mulino Barbiero", altre tracce si rilevano in un tratto di Via Olmi e lasciata questa nel tracciato del Rio Sant'Ambrogio da Via Bovi a Via levada. L'ultimo, il Cardine III Sinistra, è identificabile in una piovega che scende da Via Ramo fino ad incrociare il Decumano IV Nord segnalato da un'altra piovega, lo stesso cardine segna un tratto del confine con Silvelle.
La centuriazione è uno dei più grandi monumenti romani giunta a noi nella sua quasi integrità, sopravvissuta ai secoli di abbandono dovuti allo spopolamento delle campagne in seguito alle invasioni barbariche del Medioevo, e se si esamina lo strumento utilizzato per tracciarla, la Groma (traguardo orizzontale a quattro braccia disposte ad angoli retti)
, così lontano dalla super tecnologia degli attuali strumenti ottici e satellitari, si intuisce la ragione per cui Roma fu incontrastata "Caput Mundi".

#### Il Castrum a Sant'Ambrogio di Grion
Nell'Ager Altinate Ovest oltre a quelli ancora visibili che hanno mantenuto e adeguato alle esigenze belliche delle varie epoche le proprie strutture, vi sono tracce di antichi castelli tutt'oggi rilevabili in toponimi come "fratta" dal greco medievale Phràktes, "motta"" indicante un'altura, "castellaro" che indica un castello in rovina oppure osservando in una mappa catastale la forma tondeggiante di alcuni mappali che li individuano che segna discontinuità con la regolarità pressoché ortogonale delle altre particelle. Molti castelli furono edificati con la funzione di difesa dei coloni e delle terre coltivate dal pericolo delle invasioni barbariche, molti di essi di epoca romana, gotica e bizantina continuarono ad essere utilizzati in epoca medioevale
.
Diversi "castrum" o "vallum" vennero innalzati lungo le grandi strade romane come la Via Aurelia, la Via Annia, la Via Cornelia Augusta, ecc., altri lungo i cardini e decumani della centuriazione. Non è quindi per caso che il Castello di Cigotto, il Castello di Sant'Ambrogio di Grion, venga situato esattamente all'incrocio di due "limites" (linee rette "rigores" incrociantesi ad angolo retto "normales"), il Decumano IV Nord e il Cardine II Sinistra dell'Agro Altinate Ovest secondo la suddivisione in "saltus" (rettangoli) riscoperta e studiata dal Fraccaro.
La presenza di un castello a Sant'Ambrogio di Grion quasi certamente fin dall'epoca romana testimonia l'importanza del sito prima economica per la produzione cerealicola, successivamente in epoca medievale strategica in possesso del Vescovo-Conte di Treviso al confine con i territori dei Carraresi di Padova e la Serenissima Repubblica di Venezia futura "dominante" del Veneto.

### Medioevo
Le vicende della località dal basso impero all'alto medioevo sono comuni a quelle dell'ex X Regio - Venetia et Histria, con continue incursioni di popolazioni barbariche ultima quella degli Ungari. Dapprima governate dai vassalli dell'imperatore del Sacro Romano Impero Germanico, le città venete si organizzarono in liberi Comuni che sovente si coalizzavano in guerra contro l'Impero per staccarsi dalla sua autorità.
Spesso erano le une contro le altre in armi, ed è in questo scenario che Sant'Ambrogio di Grion si trova conteso tra le signorie di Padova, Treviso e il dogado di Venezia, per non dire degli sconfinamenti degli Scaligeri di Verona o le mire espansionistiche di Ezzelino da Romano. Tutto questo si traduceva per la popolazione in saccheggi e distruzioni nonché soprusi ed eccidi con conseguenti carestie.
L'ultimo e fatale colpo ai castelli di Trebaseleghe e Cigotto lo diede il terribile Ezzelino, rimasero da allora in rovina perdendo d'importanza militare e politica a favore della vicina Noale.
A riunire nuovamente gran parte delle Venezie sotto un unico governo fu la Serenissima Repubblica di Venezia tra i XIV e il XVI secolo che, a parte la parentesi della Guerra contro la Lega di Cambrai, assicurò ai Veneti circa quattrocento anni di pace e prosperità.

#### Origine del toponimo "Grion"
La località ebbe una certa importanza nel medioevo come zona strategica al confine con Padova e per questo fu sede di un fortilizio alle dirette dipendenze del vescovo di Treviso (il castrum S. Ambrosii cum ecclesia et pertinentiis suis è citato nella bolla Justis fratrum del 1152). Secondo Carlo Agnoletti, lo stesso toponimo Grion deriverebbe dal nome di monsignor Gregorio Giustiniani, che resse la diocesi nel XII secolo; un'altra ipotesi la mette in relazione con la famiglia veneziana dei Grioni. Allora il territorio era diviso in due regole, Grion e Sant'Ambrogio appunto: la prima ospitava il castello e le milizie, la seconda la chiesa e la popolazione civile.
Dante Olivieri nel più importante repertorio di toponomastica veneta del 1919 fa derivare Grion da nome di persona Graecone(m) (da "greco").
Il toponimo è diffuso anche nel Friuli attestato nella forma Griglons in documenti del XIII secolo. Griglons potrebbe avere una radice celtica e indicherebbe la pianta dell'erica.

#### Mulini sul Fiume Dese a Sant'Ambrogio di Grion

##### Mulino Zanini

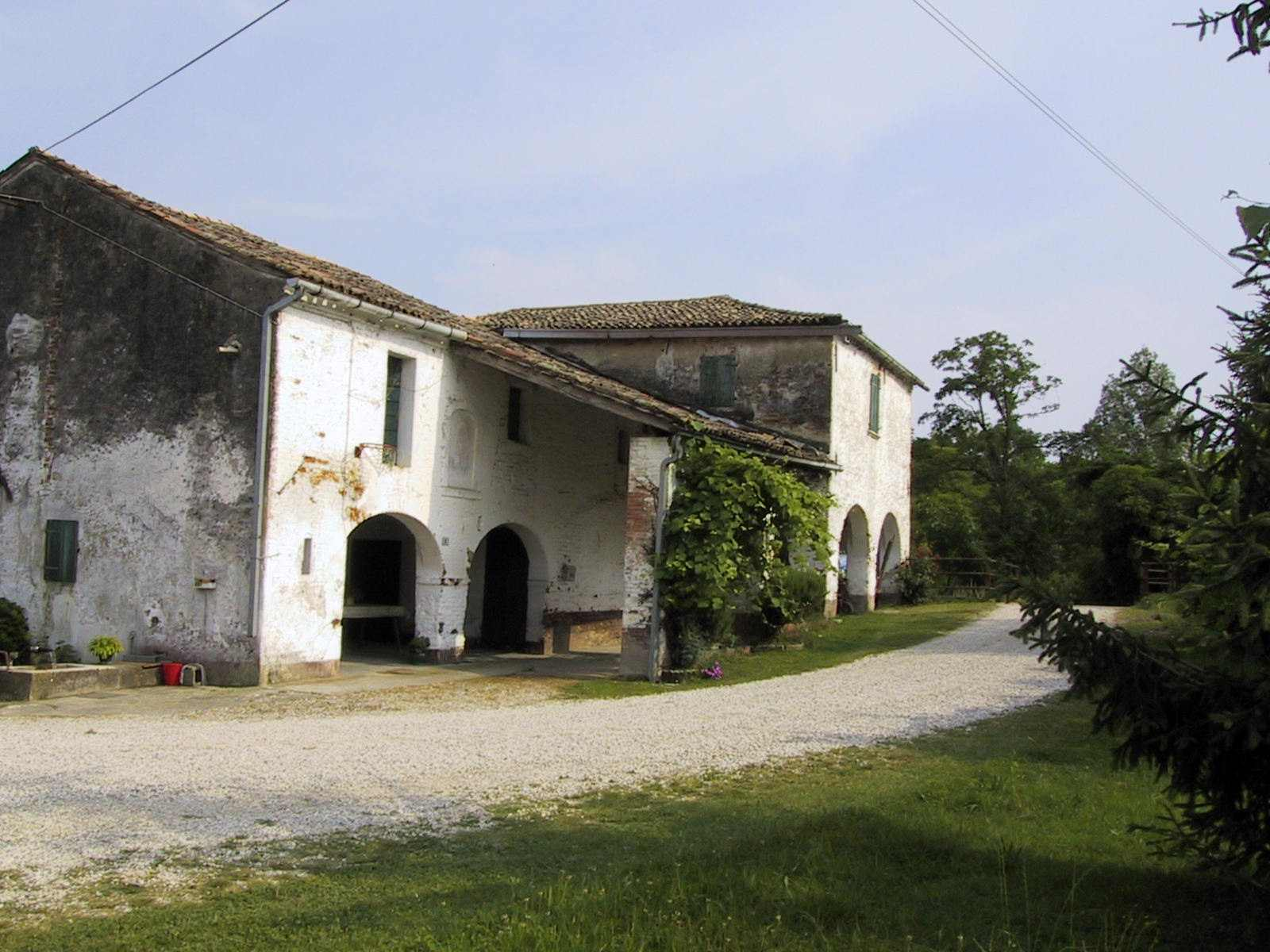
Il Molino Zanini sul fiume Dese prima del restauro compiuto nei primi anni 2000

È il primo mulino che si incontra sul Fiume Dese nel territorio paesano partendo da monte. Vi si giunge da una laterale di via Ramo, via Mulino Vecchio in posizione mezzana rispetto a questa. Proseguendo lungo la via oltre il mulino si sbocca in via Bovi. L'antico manufatto si trova nel bel mezzo di un'autentica oasi agro-naturale di rara bellezza. Nelle mappe del Catasto Austriaco del 1845 liberamente consultabili on line nell'Archivio Storico del Catasto di Padova l'opificio è denominato "Molino Benaja" questo a conferma che nelle varie epoche i Mulini (molini in veneto) prendevano nome dal cognome del loro proprietario. Quest'usanza si è protratta fino alla dismissione e cessazione dell'attività molitoria (dagli anni sessanta del diciannovesimo secolo), da lì in avanti, soprattutto in ambito consortile (Consorzio di Bonifica Acque Risorgive) i mulini hanno mantenuto il nome dell'ultimo proprietario mugnaio anche dopo la cessione ad altri.

##### Mulino Bellato

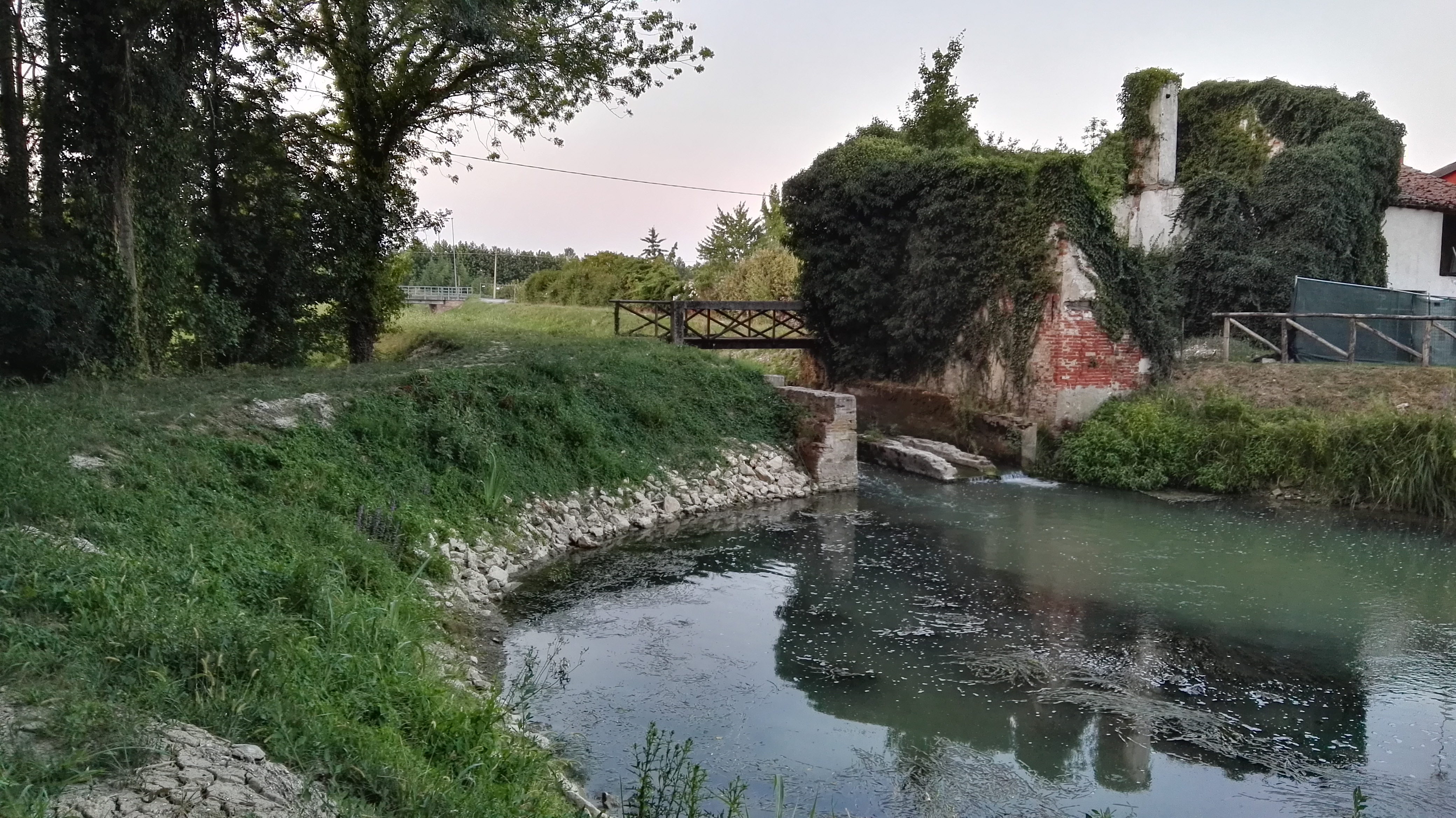
Molino Bellato (fiume Dese) - vista da valle del salto d'acqua

È il secondo mulino di Sant'Ambrogio di Grion che si incontra sul fiume Dese e se ne possono scorgere i ruderi voltando lo sguardo a mezzogiorno posizionandosi sul ponte dell'attuale via Ramo. Vi si giunge appunto da una laterale verso sud di via Ramo coincidente con la sommità dell'argine sinistro del fiume. È desolante osservare una testimonianza storica della cultura rurale locale e veneta deperire anno dopo anno per incuria, il tetto dell'opificio è crollato da anni e gli elementi atmosferici uniti alle piante che vi hanno trovato dimora lo stanno inesorabilmente sgretolando. Nelle mappe del Catasto Austriaco del 1845 liberamente consultabili on line nell'Archivio Storico del Catasto di Padova l'opificio è identificabile ma è privo di specifica denominazione.

#### Il castello di Cigotto
La bolla Justis fratrum del 1152 di Papa Eugenio III riporta che tra i possessi e le pertinenze del Vescovo-Conte di Treviso vi erano anche i beni della "pieve di Trebaseleghe con il castello...e il castello di Sant'Ambrogio".
Negli Acta comunitatis tarvisinii del XIII secolo viene quantificato in lire 1614 il valore del castello di Grion con dipendenze e diritti annessi al fine di effettuare un'equa permuta con la rocca di Cornuda di proprietà del vescovo di Treviso Alberto. In essi si menziona chiaramente "...de uno castellare Grigloni cum circa, iurisditione, et signoria et cum omnibus aliis iuribus et racionibus pertinentibus dicto castellari et curie Grigloni"; segue un elenco di clausurae, mansi e coloni giacenti nel territorio di Grion, tra cui ...de una clausura iacente in eodem territorio Sancti Ambrosi laboratum per Henricum...et de parte et rata que ipsi abebant in castro sancti Ambrosii et in frata de castro predicto Sancti Ambrosii....
Nel Cathasticum Agri Tarvisini del 1423 per la regula de S. Ambroso della Pleve de tre baseleghe si descrive "...una via publica per la qual se va della ditta alla regula de grjon et in quella se tre ponti uno è sora una plovega de una fontana de quella regula de santo ambruoso che corre per lo ditto territorio e finisse in lo fiume drie e per li Commun e homini delle regule de Santo Ambruoso e grion el ditto ponte die sir tignu in conzo el segondo ponte sora una plovega che corre per lo ditto territorio e finisse in lo fiume preditto et ditto ponte die rir tegnu in conzo per li habitador del vescovo de Treviso per li habitador che fo de Nicolò da castelzigoto"; ciò a conferma che il Castello si trovava nella regola di Sant'Ambrogio al confine con la regola di Grion..

## Monumenti e luoghi d'interesse

### Chiesa parrocchiale

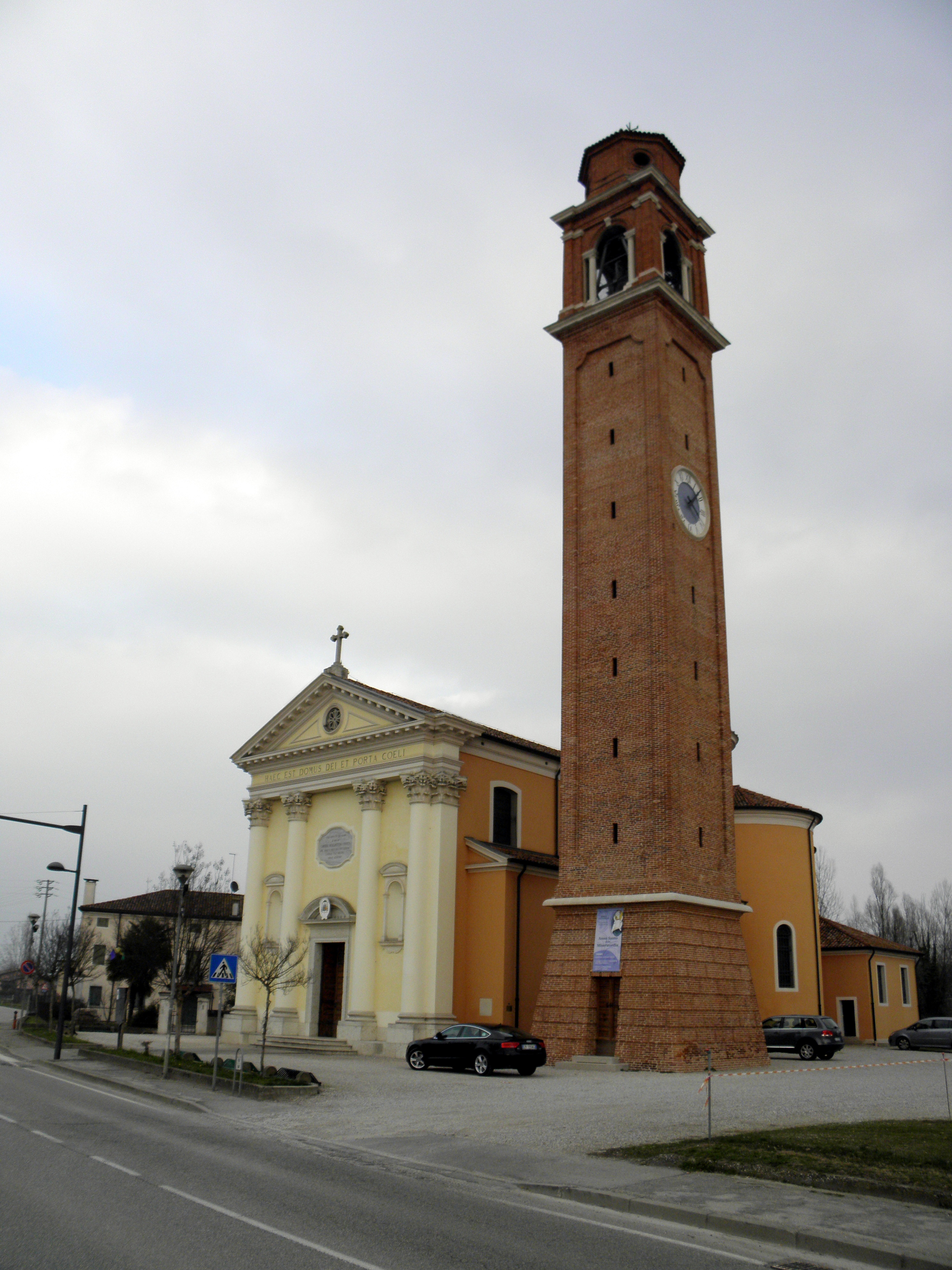
La chiesa parrocchiale di Sant'Ambrogio Vescovo e Dottore.

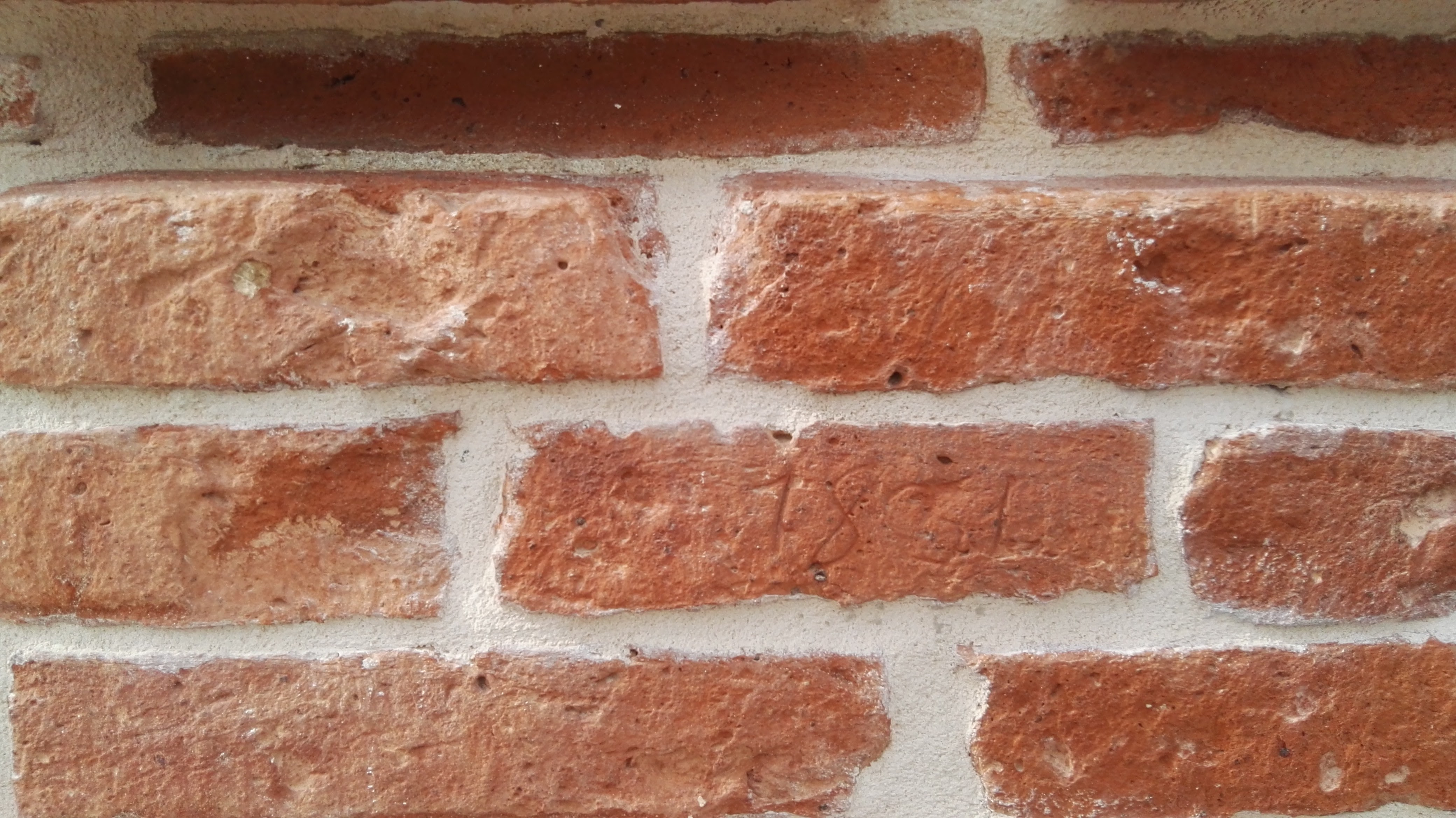
Mattone in laterizio con incisa la data del 1831, posto sulla base della torre campanaria.

Uno studio recente ipotizza che la fondazione e la dedica al Santo della chiesa di S.Ambrogio di Grion possa essere legata al passaggio di Sant'Ambrogio, il quale, per recarsi da Milano al Concilio di Aquileia nel settembre del 381, avrebbe percorso un'antica via venetica che passava dove era situato l'antico castello, per evitare le strade romane in disfacimento e  frequentate da banditi in cerca di bottino. La coincidenza temporale del mese di settembre con l’antica sagra di S. Ambrogio di Grion (terza domenica di settembre) e con la Fiera di Trebaseleghe (7 settembre)  crea un legame, e una probabile origine motivata, tra le due manifestazioni e il passaggio del Santo lungo la strada in esame.
Il primo documento che parla della Chiesa di S.Ambrogio di Grion è la Bolla pontificia stilata da Papa Eugenio III il 3 maggio 1152 indirizzata la Vescovo di Treviso Bonifacio; con essa si poneva la cattedrale di San Pietro sotto la diretta protezione del Pontefice e si elencavano, confermandole, le varie pertinenze della diocesi. È un documento storico preziosissimo in quanto permette di ricostruire con precisione l'estensione e l'organizzazione di quest'ultima: vi sono riportati pievi e monasteri, ma anche villaggi, corti, porti e castelli. Sono citati anche i diritti vescovili sul fiume Sile. Il testo è sottoscritto, oltre che dal Papa stesso, da undici cardinali. In essa si legge: "Castrum Sancti Ambrosii cum ecclesia et pertinentiis suis": il castello di Sant'ambrogio con la Chiesa. Risulta chiaro quindi che la prima chiesa citata era situata all'interno dell'antico castello, il quale sorgeva all'incrocio tra un decumano ed un cardo romano e l'antica via venetica, circa 400 metri a sud dell'attuale chiesa, spostato circa un centinaio di metri a ovest dell'attuale via S.Ambrogio.
Nell'ambito del vescovado di Treviso la Parrocchia di Sant'Ambrogio di Grion appartiene al Vicariato di Camposampiero.
La sagra patronale, fino al 1874, si svolgeva la terza domenica di Settembre, giorno della consacrazione della vecchia chiesa. A causa della sopraggiunta ricorrenza della Breccia di Porta Pia (20 Settembre 1870) il Vescovo ordinò che tutte le sagre paesane della diocesi fossero spostate alla quarta domenica di ottobre "...affinché non fosse adito a violazione di rubbriche", allo scopo di contrastare la crescente onda anticlericale che si appropriava delle festività ecclesiali trasformandole in festività civili con il pretesto di nuove ricorrenze legate al Regno d'Italia. Col passare del tempo, le sagre delle altre parrocchie della diocesi tornarono ai giorni soliti. Per S.Ambrogio, con la chiesa in costruzione e da consacrare, rimase la quarta di ottobre. La nuova chiesa fu consacrata il 7 dicembre 1937 (giorno di S.Ambrogio), ma la sagra non fu spostata.

### Villa Berti, Scarpis, Paganini, Marcon
Sorta poco più a est del centro, è una tipicissima villa veneta secentesca con evidenti tratti palladiani.
La casa padronale si organizza in piano nobile, mezzanino e volume rialzato timpanato, cui si aggiungono i caratteristici camini con canna fumaria aggettante rispetto alla facciata e comignolo a piramide rovesciata. Al centro del primo piano si apre una trifora somigliante a una serliana, affiancata da una coppia di finestre architravate con davanzale aggettante. Sul mezzanino si trovano quattro aperture ovali e, al centro della sopraelevazione, si trova un'altra trifora simile alla precedente. Il timpano che corona la sopraelevazione, fiancheggiata da volute, presenta un oculo al centro.
Completano la villa le due belle barchesse e il semplice oratorio di San Giovanni Nepomuceno, quest'ultimo di proprietà della parrocchia.

### Villa Celeghin
Si trova a sudest del centro, presso il confine con Scorzè. Risalente al Cinquecento, mantiene ancora i tratti originali e si articola in un corpo centrale, organizzato in due piani e soffitta, affiancato da un volume laterale.
In piano terra dell'edificio principale si caratterizzava per una serie di arcate a tutto sesto in parte tamponate. Al centro del piano nobile si apre una bifora con archi acuti trilobati separati da una colonnina con capitello corinzio; gli si aggiungono altre due finestre e un'ulteriore monofora con arco trilobato tamponata. Il sottotetto presenta una finestra archivoltata per illuminare la soffitta. Il tetto si imposta su una cornice di gronda a dentelli.
La costruzione laterale ha linee più semplici, con le aperture disposte in modo regolare.